# Халабала, Зденек
Зденек Халабала (чеш. Zdeněk Chalabala; 18 апреля 1899, Угерске-Градиште ― 4 марта 1962, Прага) ― чешский дирижёр.

## Биография
Первые уроки музыки получил от матери ― пианистки и хормейстера. Изучал право в Университете Брно, но в 1919 году покинул его и поступил в Консерваторию, где учился у Франтишека Неймана (дирижирование) и посещал композиторские мастер-классы Леоша Яначека. В 1924 году основал любительский оркестр (впоследствии выросший в оркестр Словацкой филармонии), с которым успешно выступал как дирижёр в течение двух лет.
С 1926 Халабала занял пост дирижёра в оперном театре Брно. В это время он интересуется чешской и русской оперой, под его руководством ставятся «Князь Игорь» Бородина, «Борис Годунов» и «Хованщина» Мусоргского, оперы Римского-Корсакова, Фёрстера, Новака, Шульхофа. Этот же репертуар Халабала продолжил исполнять и продвигать в Пражском национальном оперном театре, куда он был приглашён в 1936 году. Особый интерес дирижёра вызывали постановки с масштабными хоровыми сценами. После войны Халабала несколько сезонов работал в Остраве, Брно и Братиславе, а в 1953 г. вновь вернулся в Национальный театр в Праге и получил место главного дирижёра. Халабала выступал с гастролями в Москве (1955) и Берлине (1956), а также в Польше, Югославии и Италии, в 1956 г. был приглашён на три сезона в Большой театр, где особым успехом пользовались его исполнения опер «Борис Годунов» Мусоргского, «Проданная невеста» Сметаны, «Енуфа» Яначека и «Укрощение строптивой» Шебалина, а в Ленинграде под его управлением была исполнена «Русалка» Дворжака. Среди заметных постановок Халабалы в Праге ― «Святоплук» Сухоня и «Повесть о настоящем человеке» Прокофьева. В 1958 дирижёр был удостоен звания Народного артиста ЧССР.
Халабала ― преимущественно оперный дирижёр (в концертных залах он выступал крайне редко). Его исполнение отмечено хорошей дирижёрской техникой, ярким темпераментом, тонким чувством возможностей оркестра и голосов. Ряд опер под управлением Халабалы был записан на пластинки.